# Vásárhelyi
A Vásárhelyi régi magyar családnév, amely a származási helyre utalhat: Hódmezővásárhely (Csongrád-Csanád vármegye), Kisvásárhely (Zala vármegye), Somlóvásárhely (Veszprém vármegye), Erdővásárhely (Románia, korábban Szolnok-Doboka vármegye), Fugyivásárhely (Románia, korábban Bihar vármegye), Gyerővásárhely (Románia, korábban Kolozs vármegye), Kézdivásárhely (Románia, korábban Háromszék vármegye), Marosvásárhely (Románia, korábban Maros-Torda vármegye), Vásárhely (Szlovákia, korábban Zemplén vármegye).

## Híres Vásárhelyi nevű személyek
- Vásárhelyi Gergely (1561–1623) magyar jezsuita pap, hitszónok
- Victor Vasarely született Vásárhelyi Győző (1908–1997) magyar festő
- Vásárhelyi János (1888–1960) református püspök, író
- Vásárhelyi János (1945) magyar designer, bútortervező
- Vásárhelyi László (1925–2002) magyar táncos, koreográfus
- Vásárhelyi Miklós (1917–2001) magyar újságíró
- Vásárhelyi Pál (1938) műkorcsolyázó, sportvezető
- Vásárhelyi Pál (1795–1846) magyar vízépítő mérnök
- Vásárhelyi Vera, Kállay Kristófné (1922–2000) magyar író, újságíró